# Шуиїл (дегестан)
Шуиїл (перс. شوئیل) — дегестан в Ірані, у бахші Рахімабад, в шагрестані Рудсар остану Ґілян. За даними перепису 2006 року, його населення становило 3146 осіб, які проживали у складі 938 сімей.

## Населені пункти
До складу дегестану входять такі населені пункти:
- Акбарабад
- Базчале
- Балкут
- Барґам
- Берм-Кух
- Ваґалхані
- Варбон
- Ґілає
- Датварсар
- Даштак
- До-Аб
- Заракі
- Іздін
- Іні
- Ір-Махале
- Калкамус
- Кіясе
- Куджі
- Ларде
- Ласбу
- Латруд
- Лілакі
- Мазґах
- Мазу-Даре
- Мувмен-Замін
- Пі-Аґузбон
- Рисан
- Рум-Дешт
- Самадабад
- Сараварсу
- Солукбон-е-Алія
- Солукбон-е-Васаті
- Солукбон-е-Софлі
- Сорх-Тале
- Сухте-Кош
- Тазеабад
- Талабонак
- Тале-Сар
- Талікан
- Талісін
- Тукас
- Тусе-Чале
- Хане-Сарек
- Хасні-Кух
- Хорасан-Сар
- Хурсанд-Калає
- Чамту
- Шафіаабад
- Шерамдешт
- Шуиїл